# Verführungsroman
Der Verführungsroman ist eine nicht im offiziellen Kanon der Literaturgattungen definierte Untergattung des Gesellschaftsromans.
Zu den prominentesten Romanen dieser Art gehören Fontanes „Effi Briest“ (1895), Flauberts „Madame Bovary“, (1857), Tolstois „Anna Karenina“, (1875–77) und Heinrich Manns „Zwischen den Rassen“ (1907).

## Definition
Eine in Abhängigkeit lebende junge Frau, entweder Tochter oder Ehefrau, wird von einem notorischen Libertin verführt. Sie löst damit Sanktionen aus, die entweder vom Vater oder vom Ehemann verhängt werden, und stirbt in der Regel am Ende des Romans.

## Das Modell
Der Erste, der dieses Modell eines bürgerlichen Konflikts bis zur Perfektion ausgestaltete, war in der Mitte des 18. Jahrhunderts der englische Schriftsteller Samuel Richardson mit seinem Briefroman „Clarissa, or the History of a Young Lady“ (1748).
Der Roman schildert in 537 Briefen, wie sich der Londoner Libertin Lovelace in Clarissa verliebt, eine tugendhafte Schöne vom Land. Ihr Vater versucht, ihr einen ihr widerwärtigen Ehemann aufzudrängen. Der Machtkampf mit dem Familienpatriarchen macht sie angreifbar für die Verführungskünste Lovelaces, dennoch bleibt sie so standhaft, dass er sie schließlich entführt, in einem Londoner Bordell gefangen hält, unter Drogen setzt und vergewaltigt. Lovelace wird im Duell getötet. Clarissa definiert sich als schuldhaft entehrt, wird krank und stirbt.
Hinter dieser Geschichte steckt eine Kritik des erstarkenden englischen Bürgertums am Adel und seinen lockeren „französischen“ Sitten. Richardsons Roman definiert die bürgerliche Familie als patriarchalisch, kritisiert aber zugleich den Machtmissbrauch des Patriarchen, wenn es um die Wahl des geeigneten Ehemanns für eine Tochter geht. Sie soll ein Mitspracherecht haben und aus Neigung heiraten, wenn auch stets im Einklang mit dem Willen des Vaters. Die Mutter wird in Richardsons modellhaftem Roman als schwach und beeinflussbar dargestellt. Sie hintertreibt die Anordnungen des Familienoberhaupts und trägt zum Unglück der Tochter bei.
Richardsons „Clarissa“ diente der moralischen Erziehung der bürgerlichen Töchter. Das Grundprinzip seiner Konstruktion und der Grundcharakter der Hauptfiguren tauchen in späteren Verführungsromanen immer wieder auf. Vorbild für Richardsons englisches Drama einer bürgerlichen Familie waren die zeitgenössische puritanische Erbauungsliteratur und die moralischen Wochenschriften.

## Entstehung des Topos
Ein Vorläufer der „Clarissa“ ist „La Princesse de Clèves“ von Madame Marie-Madeleine de La Fayette, erschienen 1678. Die Handlung spielt im Jahr 1559. Ein heiratsfähig gewordenes hochadeliges Mädchen wird von ihrer verwitweten Mutter aus dem Klosterpensionat nach Paris geholt und, nachdem sich eine erstklassige Partie zerschlagen hat, an den Prinzen (=Fürst) von Clèves verheiratet. Dieser liebt sie vom ersten Augenblick an, sie dagegen hat lediglich Sympathie für ihn. Auf einem Ball am Hof stößt sie auf den Herzog von Nemours und beide verlieben sich wie vom Blitz getroffen. Nemours ist ein gewandter und gutaussehender Mann, der schon Liebschaften hinter sich hat, jetzt aber nur noch an die Prinzessin denken kann. Diese denkt ebenso häufig an ihn, hat jedoch Schuldgefühle und versucht, sich Nemours zu entziehen. In diesem Sinne bittet sie ihren Mann, ihr den Rückzug vom Hof zu gestatten. Als er den Grund wissen will, eröffnet sie ihm, dass sie sich verliebt habe, aber alles daransetzen wolle, ihm treu zu bleiben. Trotz dieses Treue- und Tugendbeweises grämt er sich so sehr, dass er krank wird und stirbt. Die Prinzessin könnte Nemours, der sie immer noch liebt, nunmehr heiraten, doch zieht sie sich aus der Gesellschaft zurück und wird fromm. Bei einer letzten Begegnung erklärt sie ihm, dass auch sie ihn noch liebe, aber nicht von seiner irgendwann zu erwartenden Untreue enttäuscht werden möchte. Vor allem jedoch habe sie ihren Seelenfrieden gefunden und wolle diesen nicht aufs Spiel setzen. Hiernach zieht sie sich in ein Kloster zurück und widmet sich ihrer Frömmigkeit.
1771 erschien Sophie von La Roches erster Roman „Geschichte des Fräuleins von Sternheim“, zunächst allerdings anonym. Auch dies ist ein Briefroman. 
Sophie Sternheim ist die Tochter eines hochdekorierten Bürgerlichen und einer Adligen. Ihre Mutter stirbt früh, ihr Vater als sie zwanzig ist. Sie kommt zu einer Tante an einen Hof, wo sie ohne ihr Wissen dem Fürsten als Mätresse vermittelt werden soll. Zugleich versucht Lord Derby, ein englischer Libertin, sie für sich zu gewinnen. Die Prüfung von Sophies Tugend spielt sich unter den Augen der Höflinge ab und wird beobachtet von Lord Seymour, der Sophie liebt, aber an ihrer Tugend zweifelt. Eine Intrige Derbys und ein Fehler Seymours bringen Sophie dazu, Derby heimlich zu heiraten und mit ihm zu fliehen. Doch der Priester war falsch und Derby verlässt Sophie, weil er an ihrer Kälte scheitert. Sophie beginnt ein wohltätiges Leben, wird jedoch erneut von Lord Derby entführt und gefangen gehalten. Sie erkrankt, scheint bereits gestorben, wird jedoch im letzten Moment von Lord Seymour errettet und heiratet ihn.
In diesem abenteuerlichen Roman streiten vor allem das Englische gegen das Französische und das Bürgertum gegen den höfischen Adel. Der Adel entlarvt sich selbst als korrupt und unmoralisch, indem er eine Frau zum Objekt der Intrige und sexuellen Begierde macht. Die junge Heldin setzt ihre Tugend dagegen, die vor allem in einer beharrlichen Unsinnlichkeit und Unverführbarkeit besteht.
Den jungen Frauen wird in den von weiblichen Autoren verfassten Verführungsromanen eine gewisse normative Eigenständigkeit zugesprochen. Sie erkennen ihre Opferrolle im Kampf zweier Männer, die für zwei unterschiedliche Gesellschaftsklassen stehen, und überleben, solange sie die außereheliche Sexualität verweigern. Schaffen sie das nicht, sterben sie.

## Weiterentwicklung
Im 19. Jahrhundert befindet sich die Frau, die verführt wird, nicht im Machtbereich eines Vaters, sondern in dem eines Ehemanns, der jedoch Alter und Gehabe eines Vaters aufweist.
George Sand (1804–1876) hat 1832 in ihrem Roman Indiana die junge Heldin als „edle Wilde“ definiert, die nur außerhalb der Zivilisation glücklich werden kann. Indiana stammt von einer Südseeinsel und ist Kreolin. Sand stellt sie einerseits als lasziv und träge, andererseits als sexuell unerregbar und mutig dar. Sie ist mit dem viel zu alten Oberst Delmare verheiratet. Der Pariser Aristokrat de Ramière versucht, sie zu verführen. Indianas Gatte ist während dieser Verführungsversuche abwesend und hat dem Hausfreund Ralph die Aufgabe des Tugendwächters übertragen. Der Vollzug der Verführung wird von der Rückkunft Delmares verhindert. Er nimmt sie mit nach Paris. Indiana flieht jedoch mit Ramière, der auf einmal Hemmungen hat, Delmare zu betrügen. Indiana versucht sich zu ertränken und wird von Ralph gerettet. Noch einmal versucht Indiana sich mit Ramière zu vereinigen, geht aber in den Wirren der Julirevolution in Frankreich unter. Erneut wird sie von Ralph gerettet. Inzwischen ist ihr Mann Delmare gestorben. Ralph und Indiana entdecken ihre latente Liebe zueinander, beschließen den gemeinsamen Suizid und springen einen Wasserfall hinab. Erst in einem nachträglich angehängten Kapitel erfahren wir, dass das Paar in der Wildnis der Südseeinsel überlebt hat.
Sand setzt in ihrem Roman Politik mit Frauen gleich. Wenn der Verführer Ramière an Politik denkt, denkt er an Frauen und das, was er erreichen kann, wenn er sich mit bestimmten Frauen liiert. Indianas Rolle in dem Roman besteht darin, sich gegen die Vereinnahmung durch Politik und damit durch Männer zu wehren. Sie steht für die Figur des „edlen Wilden“. Ihr Blick auf die Gesellschaft ist naiv und unpolitisch. Nach den Irrungen ihrer Sinne (der sexuelle Vollzug des Ehebruchs fand nicht statt) kann sie entweder gar nicht überleben, was der gemeinsame Suizid mit Ralph beschreibt, oder nur außerhalb der Zivilisation auf einer Insel weiterleben. Sands Zivilisationskritik ist radikal und allgemein.
Im 19. Jahrhundert richtet sich die Gesellschaftskritik, die in allen Verführungsromanen steckt, nicht mehr vorrangig gegen aristokratische Lebensweisen, sondern gegen Auswüchse des bürgerlichen oder kleinbürgerlichen Lebens. Der Tod der Heldin am Schluss des Romans hat dabei vor allem männliche Autoren fasziniert.
Fontanes Effi Briest wird als kindliche und verspielte junge Frau an Baron Innstetten, den ehemaligen Bewunderer ihrer Mutter, verheiratet. In diesem Roman vertritt die Mutter das Prinzip der Konvention, während der Vater als zu nachsichtiger, aber menschlicher und mitleidender Freund der Tochter erscheint. Innstetten führt seine junge Frau in ein Haus, in dem die Gespenster von Toten herrschen. Effi vereinsamt in ihren Ängsten. Sie erliegt den Künsten des lebendigeren Major Crampas, eines bekannten Frauenhelden. Jahre später findet Innstetten, als er das gemeinsame Kind versorgt, Liebesbriefe im Schrank seiner Frau. Er tötet Crampas im Duell und verstößt seine Frau. Effi erkrankt und stirbt.
Auch Fontane konstruiert das Drama so, dass Schwächen der Eltern (Nachsicht auf der einen, zu große Strenge auf der anderen) als die Bresche erscheinen, in der das Unglück zum Zuge kommt. Auch Innstetten begeht einen Rollenfehler. Er verhält sich nicht wie ein liebender Ehemann, sondern wie ein Vater, der die junge Frau in einem System von Angst gefangen hält. So bekommt der Verführer seine Chance, der auch hier mit französischer Leichtlebigkeit assoziiert wird. Effi bleibt das ewige Kind, das keine Einsicht in sein Handeln hat und durch seine Naivität entzückt. So bleibt sie Opfer der gesellschaftspolitischen Schachzüge der sie umgebenden Erwachsenen. Für sie, das ewige unschuldig-schuldige Kind, gibt es demzufolge keinen anderen Ausweg als den frühen Tod. Effi ist eine Kunstfigur ohne eigene reflexive Dimension. Anders als Richardson Clarissa, die aktiv und eigensinnig eine Schuld auf sich nimmt, die sie gar nicht hat, versteht Effi ihr Schicksal bis zum Schluss nicht.
Flauberts Emma Bovary ist ebenfalls mit einem Mann verheiratet, der ihre Sinnlichkeit nicht befriedigt. Sie lässt sich nacheinander von mehreren Männern verführen. Ganz bewusst ahmt sie in einem provinziellen Abklatsch das Leben am französischen Hof nach. Schließlich ist sie hoch verschuldet, vergiftet sich und stirbt.
Flaubert selbst beurteilte seine Figur als Frau von etwas perverser Natur. Es gelingt Emma nicht, sich aus den Klischees bürgerlicher Träume von romantischer Liebe und dem adligen Leben zu lösen. Ihr Protest gegen kleinbürgerliche Enge in der Provinz beruht nicht auf Überlegungen, sondern verläuft unreflektiert sinnlich. Der Sprachkünstler Flaubert zeigt seine Romanheldin immer wieder aus dem Blickwinkel der Männer, die sie begehren. Emma definiert sich nie selbst, sie wird ausschließlich vom Blick der sie umgebenden Männer definiert. Sie erscheint damit als Objekt des männlichen Blicks, als Ausbund männlicher Vorstellung von einer verführbaren Frau. Ihre Geschichte wird gerahmt von der Geschichte ihres Mannes Charles, dem das erste und letzte Kapitel des Romans gehören.

## Die katholische Spielart
Flauberts Roman offenbart einen auffälligen Unterschied zum ursprünglichen „Modell Clarissa“ im protestantischen Kulturraum. Während für die protestantische Frau ein Sündenfall reicht, um sie dem Tod zu weihen, kann die katholische Sünderin, da es die Beichte und Absolution gibt, mehrmals „fallen“.
In Deutschland kaum bekannt ist der spanische Roman „La Regenta“ (1884) von Clarín (Pseudonym Leopoldo Alas, (1852–1901)), der in Spanien zum Literaturkanon gehört.
Die Titelheldin Ana Ozores de Quintanar ist mit einem viel zu alten Mann verheiratet, der sich nur für die Jagd interessiert, und sieht sich den Verführungsversuchen des Priesters Fermín de Pas ausgesetzt und des notorischen Libertins Alvaro Mesía. Auch in diesem Fall sind die Verführer Männer, die nicht in ein bürgerliches Familienleben eingebunden sind. Auch hier ist der Ehemann ein Patriarch mit Schwächen. Ana entstammt zudem einer zerstörten Familie. Ihre Mutter starb nach Anas Geburt, ihr Kindermädchen hatte wechselnde Liebhaber und kümmerte sich nicht um sie, während ihr Vater für seine politische Überzeugung kämpfte.
Clarín beschreibt erstmals eine junge Frau, die unter Hysterie leidet, wie sie damals vom Pariser Neurologen Jean Marin Charcot (1825–1893) beschrieben wurde. 1881 hatte der Wiener Arzt Josef Breuer bei seiner Patientin Ann O. die Entdeckung gemacht, dass die körperlichen Symptome der Hysterie verschwinden, wenn das Trauma, das sie auslöste, aufgearbeitet ist. Anas priesterlicher Verführer tritt denn auch zunächst als Seelenarzt auf, missbraucht das Vertrauen seiner „Patientin“ dann jedoch. Clarin nimmt nicht nur Elemente der Psychoanalyse vorweg, wie sie Sigmund Freud nur wenige Jahre später entwickelte, Clarín ist wohl auch der erste Autor, der hysterische Symptome auf einen sexuellen Missbrauch von Frauen in ihrer Kindheit zurückführt, auch wenn er im Roman nur andeutet, dass Ana von den Liebhabern des Kindermädchens missbraucht wurde. Fakt ist jedoch, dass diese versuchen Ana gegen ihren Willen zu küssen. Ana, in kleinbürgerlicher Enge gefangen, gerät in eine schwärmerische Verliebtheit in die Liebe und ähnelt damit Emma Bovary, die auch keinen konkreten Mann liebt, sondern die romantische Idee der Liebe.
Ana stirbt am Ende dieses Romans nicht. Aber sie wird aus der „feinen“ Gesellschaft ausgestoßen und ist somit gesellschaftlich tot. Die letzte Szene zeigt sie in der Kirche als gedemütigte Beute von Jedermann. Sie wird von einem Kirchendiener geküsst, der sich bislang nicht an sie herangetraut hat.

## Gesellschaftspolitischer Hintergrund
Opfer des gesellschaftlichen Kampfs des Bürgertums um Selbstdefinition und sittliche Vorherrschaft gegen den alten Adel ist immer eine junge Frau. Verführungsromane haben mit Frauenemanzipation nichts zu tun, obgleich sie eine Frau in den Mittelpunkt (und Titel) eines Romans stellen. In diesen Romanen trägt die junge Heldin meist naive, schwärmerische und/oder kindliche Züge. Um sie streiten sich die männlichen Repräsentanten zweier Gesellschaftsklassen: Der Familienvater eines erstarkenden Bürgertums, das die Sitten und Lebensregeln bestimmen will, und des alten Adels oder Klerus mit seiner barocken Tradition von sexueller Freiheit, die zugleich ein Mittel der Politik ist.
Dem Bürgertum geht es darum, patriarchalisch organisierte Familie und Ehe als unantastbar zu definieren und sich damit gegen die Unmoral des höfischen Adels abzugrenzen. Es handelt sich um einen nahezu archetypischen Kampf darum, wem die jungen Frauen gehören, der auf ästhetischer Ebene geführt wird. Der Verführungsroman definiert die bürgerliche Familie als Hort von Gefühl, Gehorsam und sexueller Abstinenz. Die Katastrophe entwickelt sich dann, wenn die Eltern oder Ehemänner Schwächen zeigen. Zu den Schwächen gehören genauso zu große Strenge und Brutalität wie Nachsicht und mangelnde Wachsamkeit über die Töchter.
Jeder dieser Romane ist gesellschaftskritisch gemeint. Selten jedoch werden die Autoren dabei der Frau gerecht. Sie wollen nicht das Recht junger Frauen auf Selbstbestimmung darstellen, sondern führen vor, welch tödliche Folgen der Mangel an Wachsamkeit und Triebkontrolle hat. Sie erzählen von der Gefahr weiblicher Sinnlichkeit für das Gefüge der bürgerlichen Familie und Gesellschaft und sind geprägt von einem tiefen Misstrauen in die Vernunft und Eigenverantwortlichkeit der Frauen. Fast immer hat der Verführer weibliche Helferinnen. Fast immer scheint es ausgemacht, dass eine junge Frau den Künsten des Verführers nicht widerstehen kann.
In der Regel beschäftigen sich die Autoren zudem sehr viel ausführlicher mit den Seelenzuständen, Überlegungen, Strategien und Leiden der Männer.

## Die weibliche Spielart
Weibliche Autoren, die sich des Topos bedienen, setzen der Gesellschaft, die sie kritisieren, eine vage Utopie entgegen. Sands Indiana zieht sich aus der Zivilisation zurück. Lafazettes Prinzessin von Clèves geht ins Kloster und widmet sich aktiver Nächstenliebe. LaRoches Sophie Sternheim kann der Verfolgung durch Flucht und Bewegung entkommen. Sie befreien sich aus der bürgerlichen Familie und ziehen sich in die Zweisamkeit der Liebe zurück.
In ihrem in Deutschland kaum bekannten Roman „The Awakening“ (Das Erwachen) beschreibt 1899 die US-amerikanische Autorin Kate Chopin (1850–1904) den Ehebruch und anschließenden Suizid wohl erstmals als Selbstbefreiung einer Frau. Der Roman spielt in New Orleans und auf der Grand Isle.
Edna Pontellier ist verheiratet und hat zwei Söhne. Ihre Geschichte wird hauptsächlich aus ihrer Sicht erzählt. Doch zu Beginn des Romans ist es ihr Mann, Léonce, der mit seinen Augen seine Frau beschreibt und dadurch einführt. Stilistisch löst sich erst danach die Protagonistin aus seinem Blickwinkel und gewinnt Eigenständigkeit.
Edna langweilt sich an der Seite ihres Mannes. Der junge Robert Lebrun weckt allmählich ihre Sinnlichkeit. Schließlich gesteht er ihr seine Liebe, flieht aber sofort danach vor der Unsittlichkeit eines ehebrecherischen Liebesverhältnisses. Ednas erwachte Sinnlichkeit bleibt von ihm unerwidert. Sie wird nebenbei Opfer des bekannten Frauenhelden Arobin. Der Roman umfasst die Dauer von neun Monaten, solange nämlich wie die Schwangerschaft einer Freundin Ednas dauert. Edna erkennt, dass keine der möglichen Frauenrollen ihr gemäß ist. Weder die der Frau, die nur für die Kunst lebt, noch die der liebenden Ehefrau und Mutter, noch die Rolle der Geliebten. Die Entbindung ihrer Freundin erlebt sie als ungerechte Qual. Eine Schwangerschaft zu vermeiden wird ihr in der Folge wichtiger als selbst ihr eigenes Leben. Sexuelle Lust und Liebe erscheinen ihr als Täuschungsmanöver der Natur, um der Menschheit Nachkommen zu sichern. Den übleren Part spielen dabei die Frauen. Als Edna bei der Rückkehr von der Entbindung ihrer Freundin ihren Geliebten Robert nicht mehr vorfindet, reist sie auf die Grand Isle und sucht den Tod im Meer.
Chopins Roman enthält ein utopisches Moment, insofern als er über sich hinaus verweist auf eine in ihm nicht existierende andere Welt. Edna stellt sich wiederholt vor, irgendwo ganz anders aufzuwachen, wo eine andere Spezies Mensch lebt. Diffuses Unbehagen der Frau an ihren Rollen in der Gesellschaft zum Ende des 19. Jahrhunderts gebiert die ebenso diffuse Vision einer Gesellschaft, in der alles anders ist. Chopins Roman ist damit wohl der erste in der Gattung der Verführungsromane, in dem die Ehebrecherin sich emanzipieren möchte und ihr Selbst sucht. Ehebruch und Suizid erscheinen dabei allerdings als Sackgasse der Selbstverwirklichung.